# عين الرمانة (ولاية البليدة)
عين الرمانة هي إحدى بلديات ولاية البليدة التابعة لـدائرة موزاية.
هي عبارة عن بلدية تقع في هضبة مرتفعة قليلا تحدها من الشرق بلدية شفة ومن الشمال بلدية موزاية ومن الغرب بلدية العفرون ومن الجنوب ولاية المدية.